# Port Rowan
Port Rowan is een plaats in de Canadese provincie Ontario, aangrenzend aan Long Point. Het is gelegen aan Lake Erie.
De oudste gebouwen in de stad, waaronder John Blackhouse's molen, dateren uit de jaren negentiende eeuw.

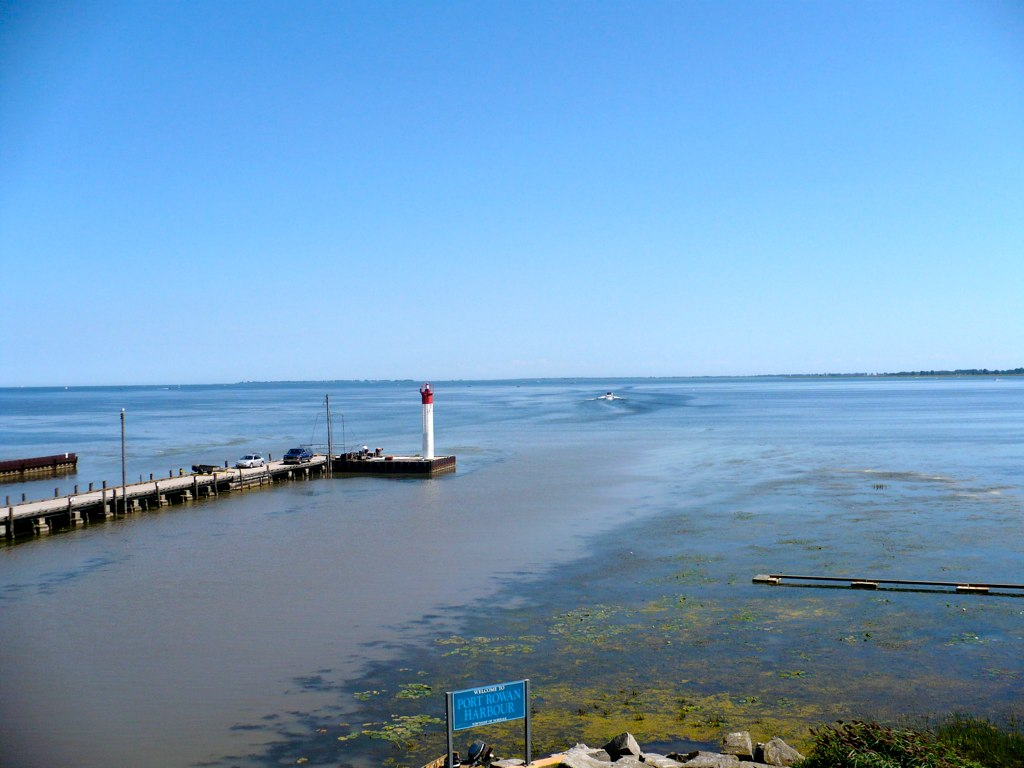
Port Rowan

## Geboren
- Robert F. Hill (1886 – 1966), filmacteur, filmregisseur en scenarioschrijver